# 德尔福·卡夫雷拉
德尔福·卡夫雷拉·戈麦斯（西班牙語：Delfo Cabrera Gómez，1919年4月2日—1981年8月2日），阿根廷前男子马拉松运动员。他曾获得1948年夏季奥运会男子马拉松比赛金牌、1951年泛美运动会男子马拉松金牌。